# Красилів (футбольний клуб)
ФК «Красилів» — український футбольний клуб з міста Красилова.

## Історія клубу
Утворений 2000 року за сприяння Станіслава Островського. Того ж року красилівці розпочали виступати у чемпіонатах України в другій лізі. Вже через рік, за підсумками сезону-2001/02, колектив виборов право виступати в першій лізі. У сезоні 2003/2004 став фарм-клубом київської «Оболоні» і змінив назву на «Красилів-Оболонь».
2004 року об'єднався з хмельницьким «Поділлям», яке при цьому припинило членство у ПФЛ, у команду «Поділля» (Хмельницький). 
У сезоні 2006/2007 років клуб зайняв 18-е місце у перші лізі, вилетівши в другу. Перше коло та 2 матчі другого кола клуб провів у Хмельницькому і перебазувався назад до Красилова через непорозуміння із хмельницькою владою. По закінченні сезону команда змінила назву на ФК «Красилів», а за день до початку наступного чемпіонату знялася зі змагань.
Виступає у чемпіонаті Хмельницької області.

## Досягнення
- Бронзовий призер чемпіонату Хмельницької області: 2009.
- Срібний призер Чемпіонат Хмельницької області з футболу 2012

## Відомі гравці
- /  Олександр Порицький
- Олександр Воловик
- Сергій Дітковський
- Павло Худзік

## Всі сезони на професіональному рівні
| Сезон   | Чемпіонат     | Чемпіонат | Чемпіонат | Чемпіонат | Чемпіонат | Чемпіонат | Чемпіонат | Чемпіонат | Кубок                      | Кубок | Кубок | Кубок | Кубок | Кубок | Примітка           |
| Сезон   | Ліга          | Місце     | І         | В         | Н         | П         | М         | О         | Етап                       | І     | В     | Н     | П     | М     | Примітка           |
| ------- | ------------- | --------- | --------- | --------- | --------- | --------- | --------- | --------- | -------------------------- | ----- | ----- | ----- | ----- | ----- | ------------------ |
| 2000/01 | Друга Група А | 3 з 16    | 30        | 19        | 5         | 6         | 53−25     | 62        | 1/16 фіналу кубка 2-ї ліги | 2     | 1     | 0     | 1     | 5−3   |                    |
| 2001/02 | Друга Група А | 1 з 19    | 36        | 28        | 4         | 4         | 70−21     | 88        | 2-й етап                   | 4     | 1     | 1     | 2     | 12−9  |                    |
| 2002/03 | Перша         | 8 з 18    | 34        | 14        | 7         | 13        | 42−37     | 49        | 1/8 фіналу                 | 3     | 0     | 2     | 1     | 2−5   |                    |
| 2003/04 | Перша         | 13 з 18   | 34        | 10        | 10        | 14        | 35−54     | 40        | 1/16 фіналу                | 2     | 1     | 0     | 1     | 3−4   | «Красилів-Оболонь» |
| 2004/05 | Перша         | 13 з 18   | 34        | 12        | 7         | 15        | 45−54     | 43        | 1/16 фіналу                | 2     | 1     | 0     | 1     | 4−5   | «Поділля»          |
| 2005/06 | Перша         | 7 з 18    | 34        | 14        | 7         | 13        | 39−37     | 49        | 1/32 фіналу                | 1     | 0     | 0     | 1     | 0−1   | «Поділля»          |
| 2006/07 | Перша         | 18 з 20   | 36        | 5         | 6         | 25        | 20−63     | 9         | 1/32 фіналу                | 1     | 0     | 0     | 1     | 2−4   | «Поділля»          |
| Всього  | Друга         | 2 сезони  | 66        | 47        | 9         | 10        | 123−46    | 150       | >1 сезон                   | 2     | 1     | 0     | 1     | 5−3   | Кубок 2-ї ліги     |
| Всього  | Перша         | 5 сезонів | 172       | 55        | 37        | 80        | 181−245   | 202       | >6 сезонів                 | 13    | 3     | 3     | 7     | 23−28 | Кубок України      |